# Giovanni Di Stasi
Giovanni Di Stasi (Cercemaggiore, 27 aprile 1950) è un politico italiano, Presidente della Regione Molise dal 2000 al 2001.

## Biografia
Laureato in lingue e letterature straniere e in giurisprudenza presso le rispettive Università di Bari e Napoli, dal 1974 inizia ad insegnare lingua e letteratura inglese nelle scuole secondarie superiori, per poi divenire preside a partire dal 1989. Esercita anche la professione di avvocato.
Sposato, ha due figli.

## Attività politica e istituzionale
Inizia la propria carriera politica fin da giovanissimo con il Partito Comunista Italiano, entrando a far parte nel 1975 del Consiglio comunale di Casacalenda e venendo eletto sindaco nel 1980, confermato poi nel 1985. Negli stessi anni è candidato anche al Consiglio regionale del Molise per la provincia di Campobasso, mancando però l'elezione nel 1975 (629 preferenze), nel 1980 (1137 preferenze) e nel 1985, quando con 1852 voti individuali è il secondo dei non eletti del PCI. Nel 1990, tuttavia, oltre all'elezione a consigliere comunale di Casacalenda ottiene anche il seggio in Consiglio regionale con 2878 preferenze.
Alle elezioni politiche in Italia del 1994 è candidato per i Progressisti nel collegio elettorale di Termoli, dove è eletto con il 37,52% dei voti contro il 33,84% di Quintino Pallante del Polo del Buon Governo e il 16,06% di Antonio Del Torto del Patto per l'Italia. Durante la legislatura è membro della Commissione agricoltura e pesca, di cui è eletto vicepresidente, e della Commissione speciale per le Politiche comunitarie. Viene riconfermato nel medesimo collegio nel 1996, ottenendo il 54,75% e superando di 15 punti Francesco Mancini del Polo per le Libertà (39,01%).
Alle elezioni regionali del 2000 è eletto presidente del Molise alla guida dell'Ulivo con il 49,02% dei voti, superando di misura Angelo Michele Iorio del centrodestra (48,57%), si dimette quindi da deputato per incompatibilità; il mandato presidenziale, tuttavia, cessa nel 2001 a seguito dell'annullamento del risultato delle elezioni da parte del TAR del Molise.
Nel 2000 anno è nominato membro del Comitato europeo delle regioni e del Congresso dei poteri locali e regionali del Consiglio d'Europa, al cui interno è eletto prima, nel 2002, Presidente della Camera delle Regioni, poi, nel 2004, Presidente del Congresso stesso per un mandato di due anni. Dal 2003 al 2005 è altresì Presidente del gruppo di contatto tra il Congresso ed il Comitato delle regioni dell'Unione Europea. Dal 2007 al 2009 è capo del Centro di Expertise per la riforma del governo locale del Consiglio d'Europa. Sempre nell'ambito del Consiglio d'Europa, nel 2007 è stato capo della missione di osservazione per le elezioni in Kosovo.

## Onorificenze
- Insignito del Premio Imperatore Maximilian I (2009)
- Insignito dell'onorificenza di Grande Ufficiale al Merito della Repubblica Italiana dal Presidente Giorgio Napolitano (2007)